# 이승복 (1923년)
이승복(李承福, 1923년 9월 24일~2017년 5월 12일)은 대한민국의 언론인, 정치인이다. 본관은 아산이다.

## 생애
평안북도 선천에서 출생했다. 1936년에 일가를 따라 경성부에 이주를 했다.
성장 이후 월간 신인잡지사 기자와 배화여고 강사를 지냈다. 이후 민주공화당의 당직자로 정계에 입문했으며, 제9대 국회의원을 역임했다.

## 학력
- 이화여자대학교 법정대학 법률학과 학사

## 약력
- 월간 신인잡지사 편집부 기자
- 배화여자고등학교 강사
- 민주공화당 중앙상임위원 겸 운영위원
- 민주공화당 부녀분과위원장
- 유신정우회 정책연구실 차장
- 민주공화당 중앙위원회 부위원장
- 1975년 ~ 1979년 : 제9대 국회의원 (유신정우회)
- 민주정의당 당무위원(1981년)
- 한국국민당 당무위원(1982년)
- 대한주부클럽연합회 고문
- 숙명여자대학교 겸임교수(1986년)
- 인하대학교 초빙교수(1987년)
- 자유민주연합 최고위원(1995년)

## 역대 선거 결과
| 실시년도 | 선거 | 대수 | 직책     | 선거구           | 정당       | 득표수 | 득표율      | 순위 | 당락 | 비고       |
| -------- | ---- | ---- | -------- | ---------------- | ---------- | ------ | ----------- | ---- | ---- | ---------- |
| 1973년   | 총선 | 9대  | 국회의원 | 통일주체국민회의 | 유신정우회 |        | \| \| 0% \| | 지명 |      | 초선, 승계 |
|          | 0%   |      |          |                  |            |        |             |      |      |            |